# 鲁图尔语
鲁图尔语（мыхаӀбишды чӀел）是魯圖爾人所说的语言。鲁图尔人居住在俄罗斯达吉斯坦共和国以及阿塞拜疆的部分区域。在达吉斯坦有三万人（2010年普查数据）会说鲁图尔语，在阿塞拜疆有1万7千人。“鲁图尔”一词来自达吉斯坦的一个村庄名，该村庄居民中大部分人操此种语言。
在俄罗斯鲁图尔语为瀕危語言，联合国教科文组织的濒危语言红皮书将之列为“危险”等级。

## 分类
鲁图尔语属于东北高加索语系中的列兹金语支。